# Stretching a Portfolio
Stretching a Portfolio är ett musikalbum från 2008 av jazzsaxofonisten Karl-Martin Almqvist Quartet.

## Låtlista
All musik är skriven av Karl-Martin Almqvist om inget annat anges.
1. Sentiment – 6:34
2. Senter – 5:17
3. And You – 7:57
4. In My Flat – 6:14
5. Survival Instincts – 6:41
6. Home – 5:34
7. Two Step – 5:17
8. Smålandssviten (Filip Augustson) – 7:45
9. Shout (Karl-Martin Almqvist/Jonas Östholm) – 6:33
10. Jacob Street (Jonas Östholm) – 7:07

## Medverkande
- Karl-Martin Almqvist – saxofon
- Jonas Östholm – piano
- Filip Augustson – bas
- Sebastian Voegler – trummor

## Mottagande
Skivan fick ett gott mottagande när den kom ut med ett genomsnitt på 4,0/5 baserat på tolv recensioner.